# Poliklinik

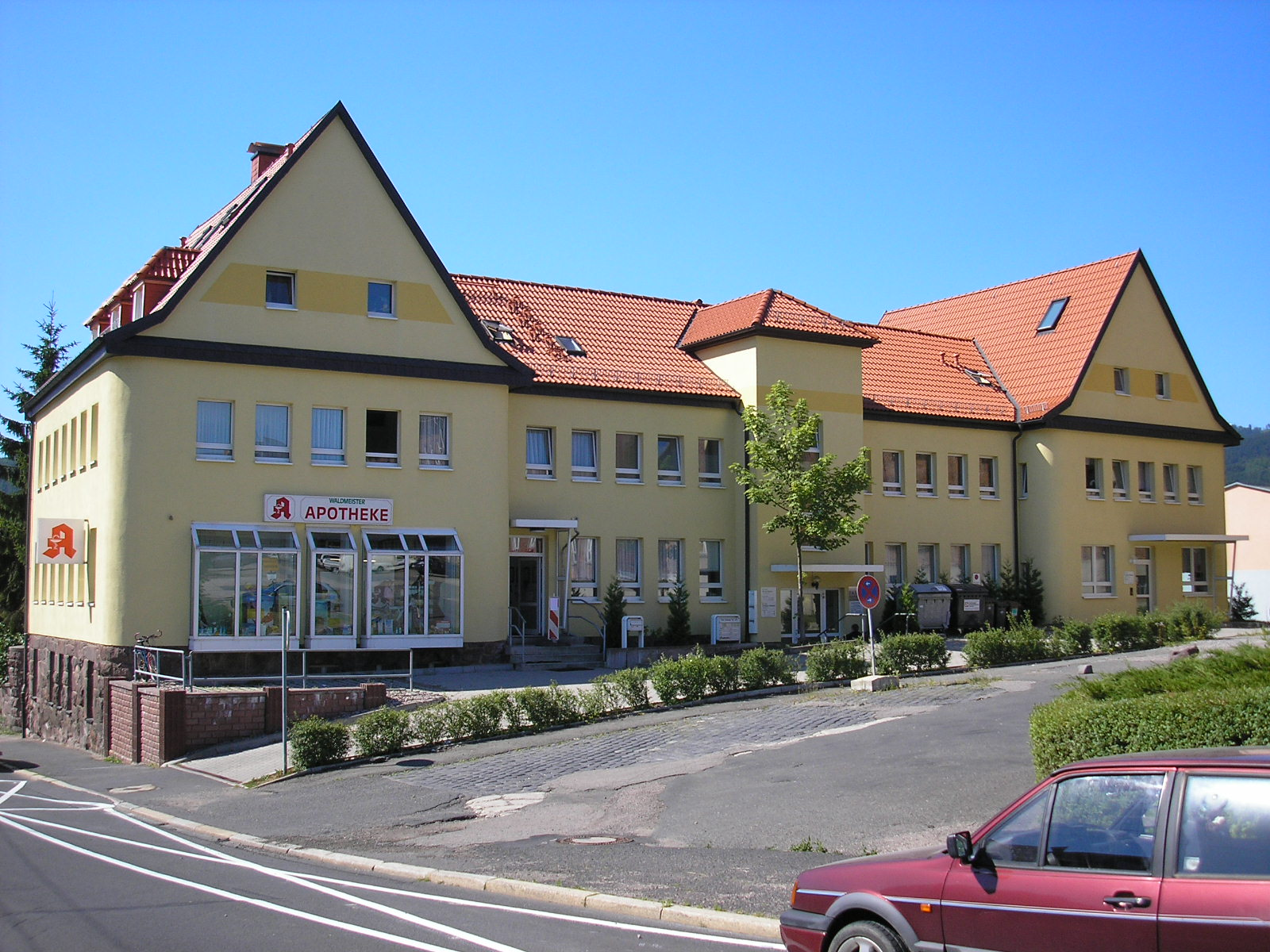
„Alte Poliklinik“ in Ilmenau, erbaut in den 1920er Jahren

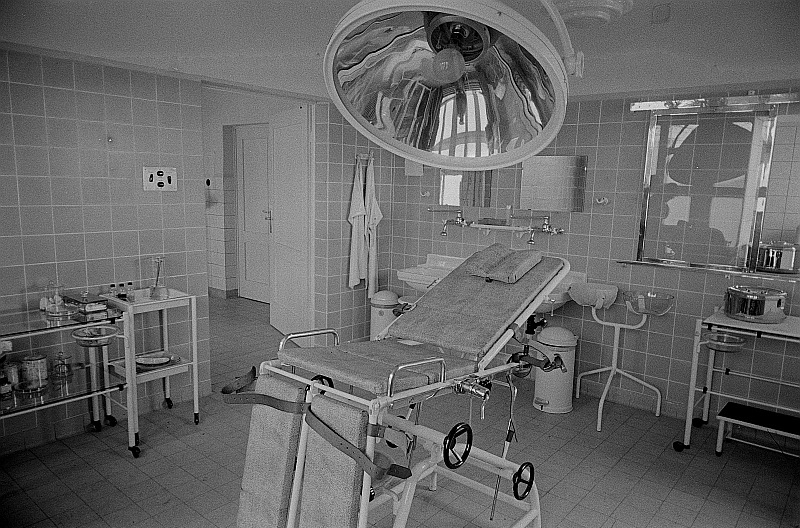
Aseptischer Operationssaal in der Poliklinik des VEB Leipziger Eisen- und Stahlwerke

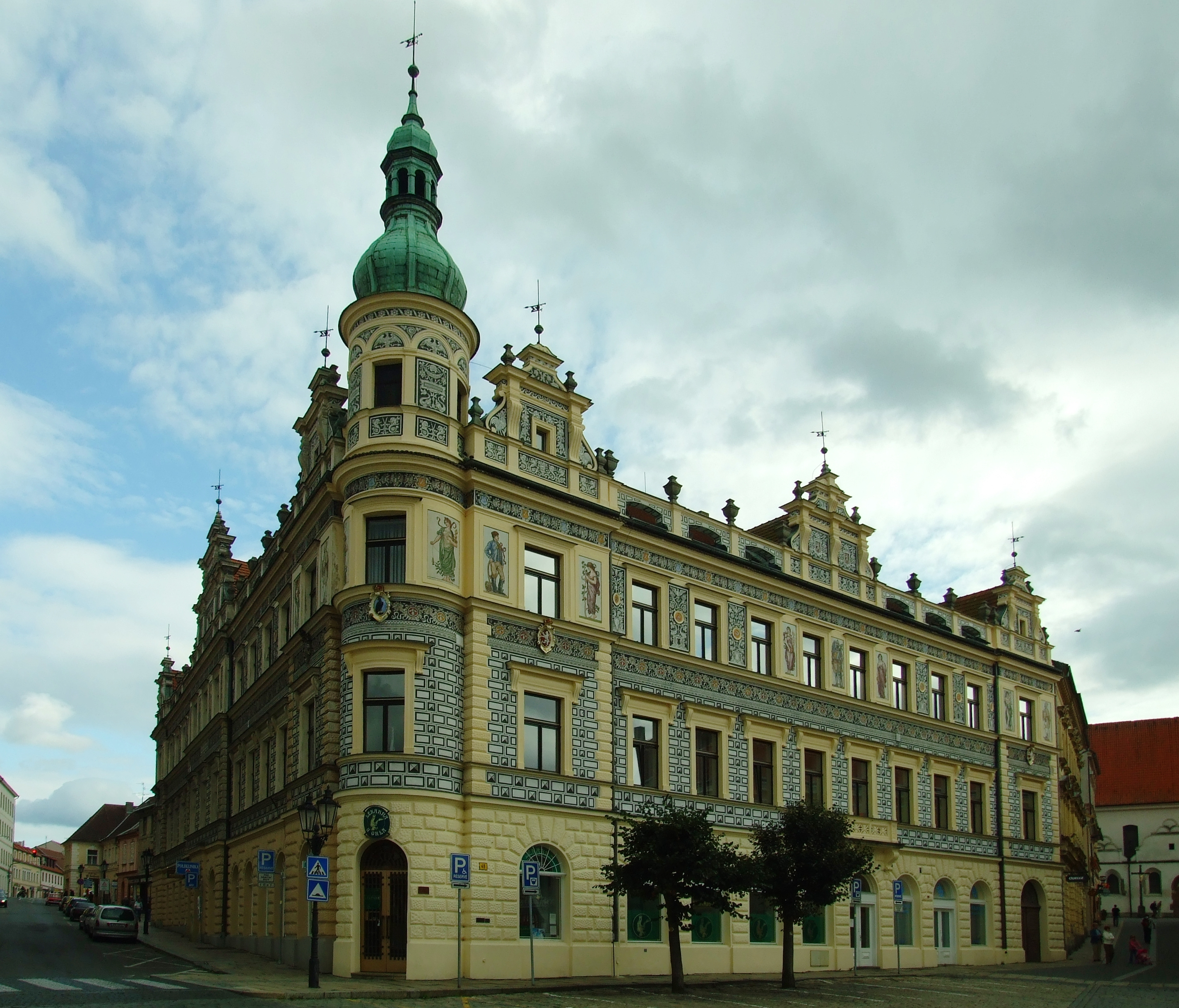
Poliklinik in Písek, Tschechien

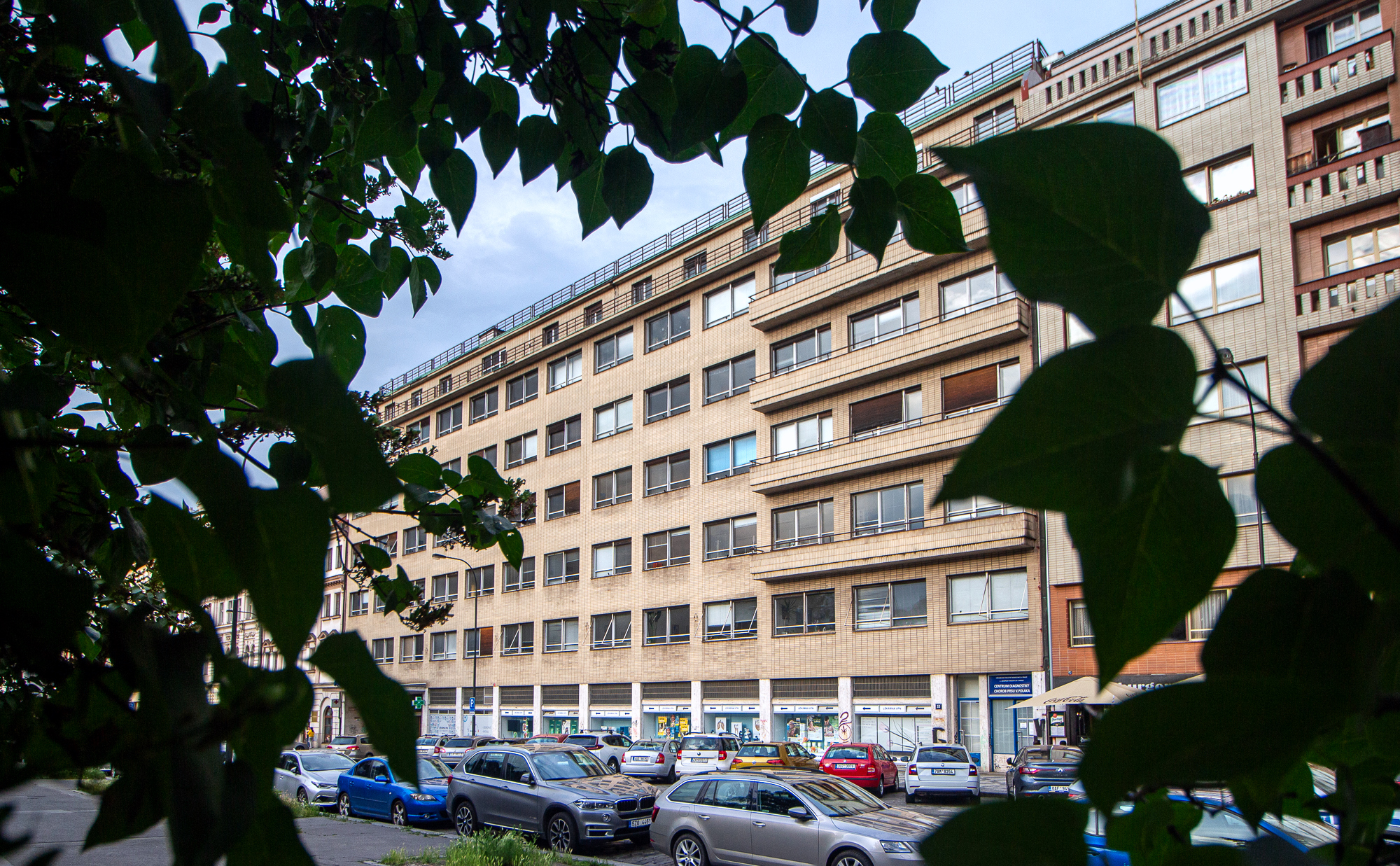
Poliklinik in Prag

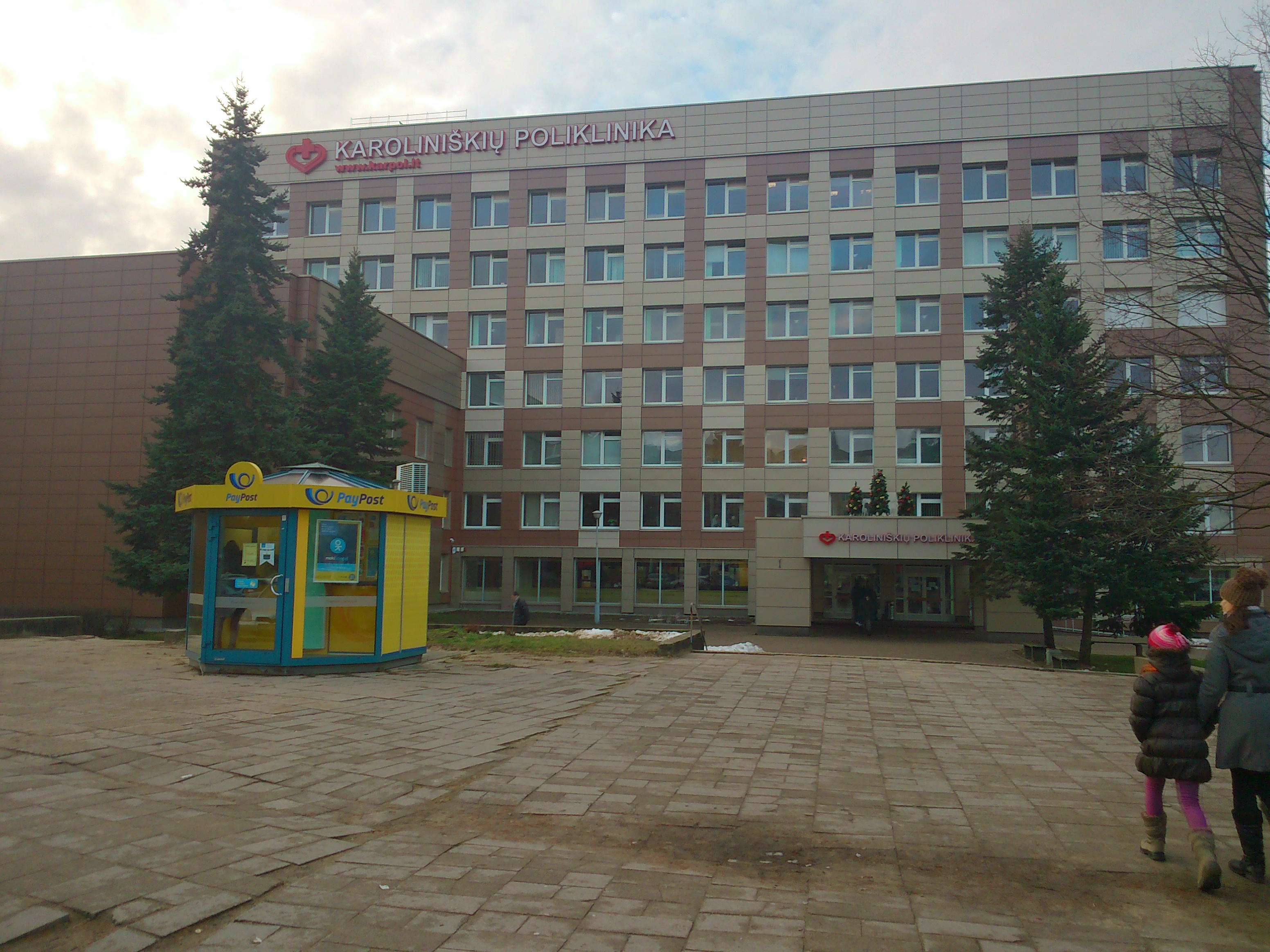
Poliklinik Karoliniškės in der litauischen Hauptstadt Vilnius

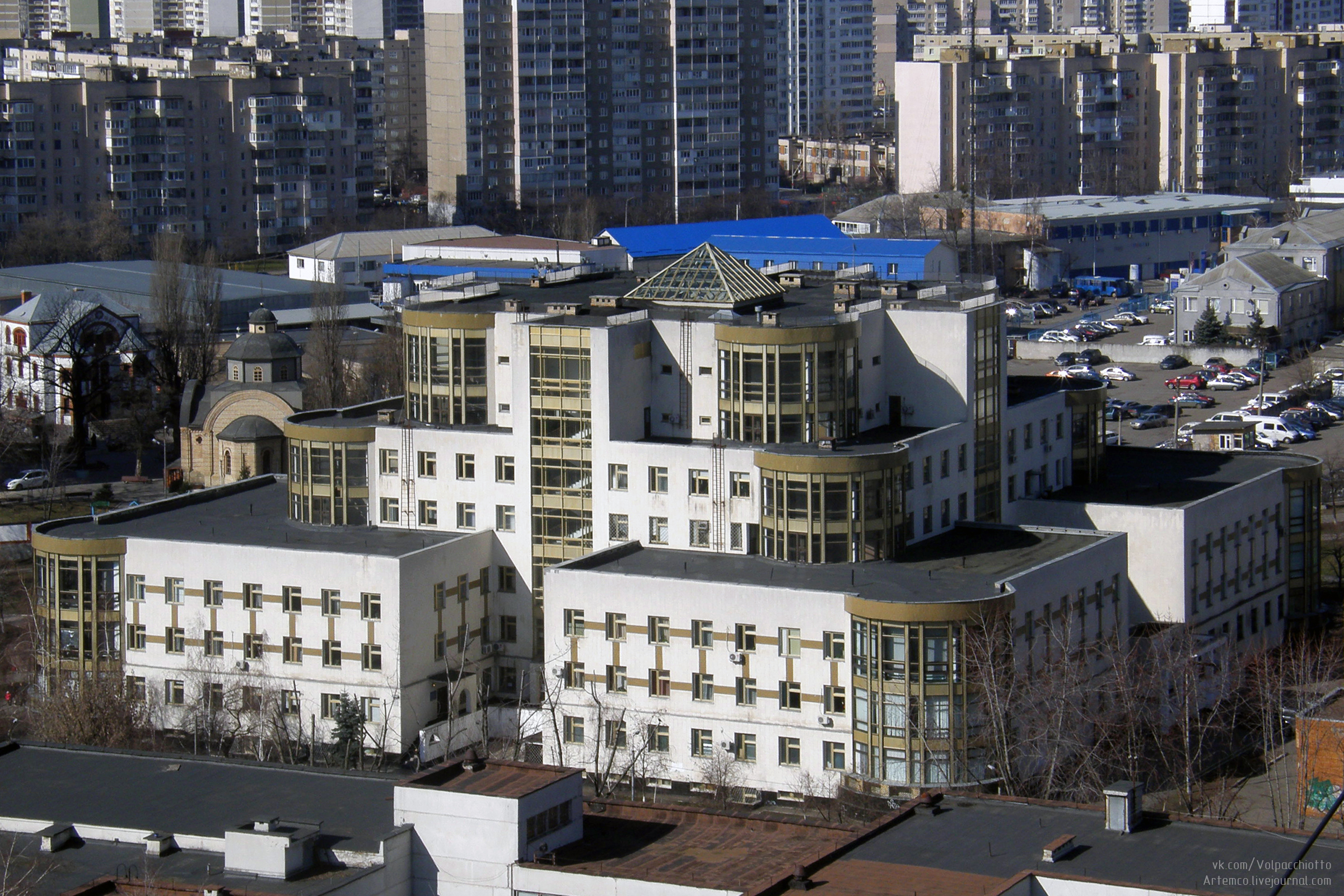
Poliklinik in Kiew, Ukraine

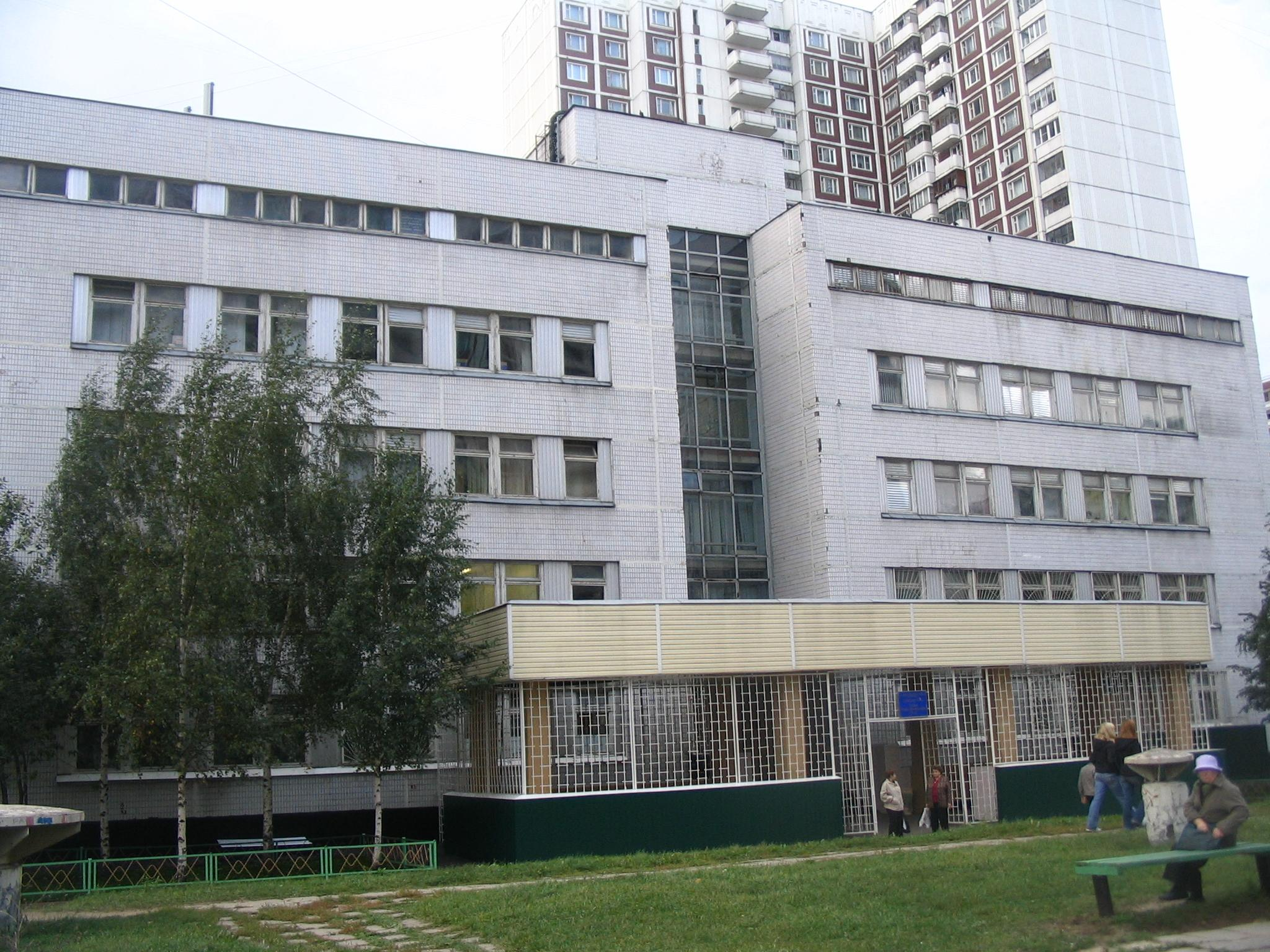
Kinderpoliklinik in Moskau-Nowokossino

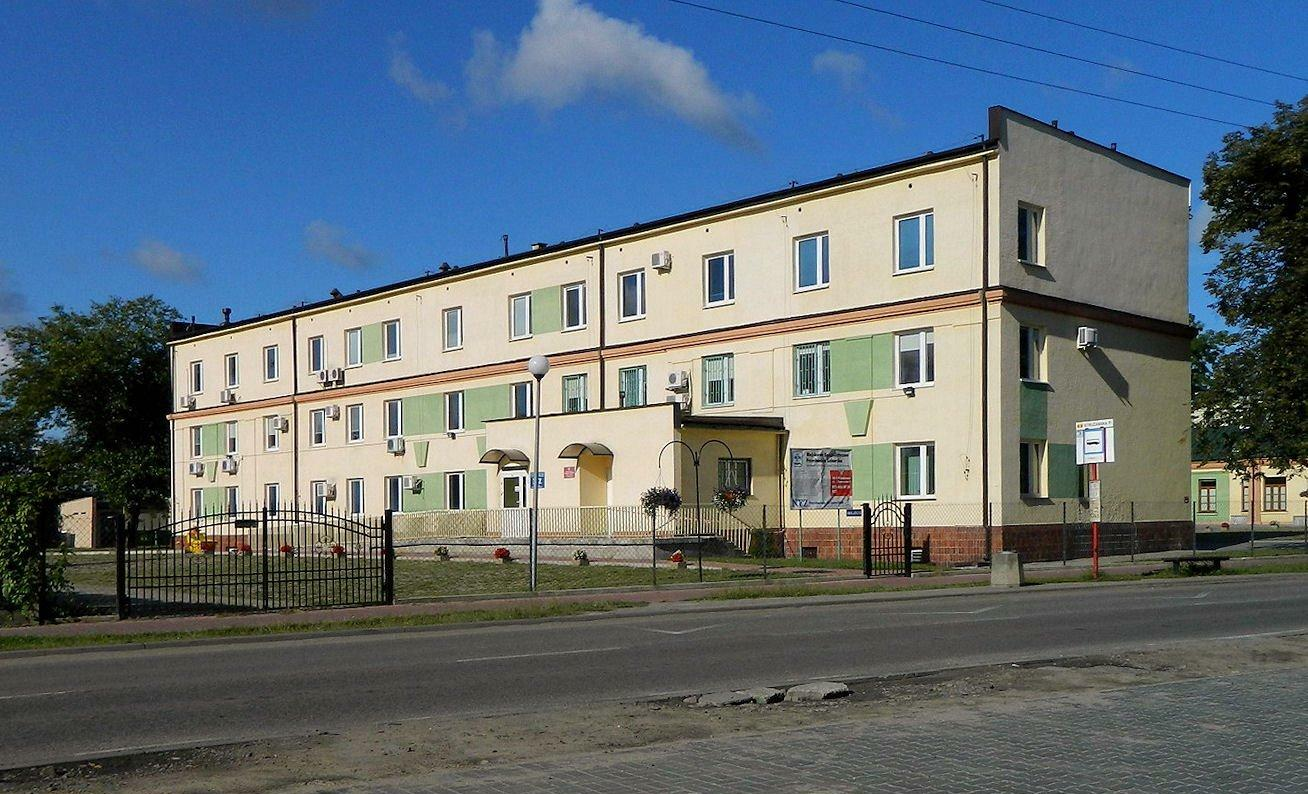
Militärpoliklinik in Legionowo, Polen

Poliklinik (Wortbildung aus griechisch πόλις pólis „Stadt“ und κλίνη klinē „Bett“) ist eine medizinische Einrichtung zur ambulanten Untersuchung und Behandlung von Patienten. Dabei kann es sich um Folgendes handeln:
- eine an ein Krankenhaus angegliederte Abteilung einer bestimmten medizinischen Fachrichtung[1][2]
- eine mit Ärzten unterschiedlicher Fachrichtung besetzte selbständige medizinische Einrichtung[1]
- in Österreich ein städtisches Krankenhaus in seiner Gesamtheit[3]

Laut einer Definition der AOK sind Polikliniken „integrierte medizinische Versorgungseinrichtungen oder ambulante Abteilungen beziehungsweise Institutsambulanzen eines Krankenhauses beziehungsweise einer Universitätsklinik mit zumeist angestellten Ärzten“.
Viele Kliniken haben Betten für den stationären Aufenthalt und bieten zugleich ambulante Behandlungen an. Insbesondere Universitätskliniken dieser Art werden häufig Klinik und Poliklinik genannt, z. B. Klinik und Poliklinik für Augenheilkunde. Dabei ist Poliklinik die Abteilung für die ambulante Versorgung.
In der DDR waren Polikliniken die Basis der ambulanten Versorgung. Sie leisteten die medizinische Versorgung an einem Ort, vergleichbar mit einem fächerübergreifend arbeitenden medizinischen Versorgungszentrum.

## Etymologie

### Deutsch
Das Wort Poliklinik (zu griechisch pólis, „Stadt“) bedeutet im Sinne der Etymologie „Stadtklinik“. Schon Ludwig August Kraus schrieb 1844: „Policlinice, die Poliklinik, nicht Polyklinik! die Stadtklinik, v. πὀλις, die Stadt […].“ Otto Roth schrieb in seinem Wörterbuch zur klinischen Terminologie (2. Auflage 1884): „Poliklinik (altgriechisch ἠ πὀλις = die Stadt) die zum klinischen Unterricht dienende Stadtklinik.“
Die Schreibweise Polyklinik wird im Deutschen allgemein als Rechtschreibfehler angesehen. Manchmal findet sich jedoch im Deutschen Polyklinik als absichtlich gewählte Schreibweise mit der Bedeutung „Klinik für viele Krankheiten“. In diesen wenigen Fällen geht die Wortbildung mit Poly auf Griechisch πολύς polys „viel, mehrere“ zurück.
Ein Medizinisches Versorgungszentrum (MVZ) in Erfurt nennt sich Polyklinik Erfurt, an der Hausfassade steht weithin sichtbar Polyklinik. Die MVZ in Thüringen sind Nachfolge-Einrichtungen der Polikliniken in der DDR, somit steht auch der Name Polyklinik in dieser Tradition.

### PoliklinikundPolyklinikin anderen Sprachen
Im Englischen existiert sowohl das Wort policlinic als auch das gleichlautende Wort polyclinic.
- Das Wort policlinic ist im Englischen erstmals 1827 belegt; es kam als Entlehnung von deutsch Poliklinik (wörtlich „Stadtklinik“) ins Englische.[11] Es wird nur sehr selten verwendet, vorwiegend in den Vereinigten Staaten.[12] Die üblichen englischen Bezeichnungen für eine Klinik bzw. Abteilung zur ambulanten Behandlung sind outpatient clinic und outpatient department.[13]
- Das Wort polyclinic ist seit 1890 belegt, es bedeutet sinngemäß „Klinik zur Behandlung verschiedener Krankheiten“.[14] Es kam vor allem ab 2007 in England in Gebrauch, als der britische Arzt und Politiker Ara Darzi in einem Gesundheitsplan für London vorschlug, Kliniken mit einem breiten Spektrum von Fachgebieten einzurichten und diese polyclinic zu nennen.[15] Die ersten sieben polyclinics in London wurden im April 2009 eröffnet.[16] Im Mai 2010 stoppte der neue Gesundheitsminister Andrew Lansley die Umsetzung des Plans von Ara Darzi und den Bau von polyclinics.[17] In den Vereinigten Staaten wurde im Jahr 1917 eine Klinik namens The Polyclinic in Seattle gegründet, die heute mehrere Standorte im Großraum Seattle hat.[18]

Im Französischen werden die gleichlautenden Wörter policlinique und polyclinique nebeneinander verwendet.
- policlinique (abgeleitet von griechisch pólis): „Poliklinik“, Klinik für ambulante Behandlungen.
- polyclinique (abgeleitet von griechisch poly-): Klinik für Behandlungen in vielen Fachgebieten.

Beide Wörter sind seit dem 19. Jahrhundert in Gebrauch. Häufige Bezeichnungen anstelle von policlinique sind clinique externe und clinique de consultations externes.
Das italienische Wort policlinico entstand laut der Enciclopedia Treccani als Entlehnung von französisch policlinique, lässt sich also auf Griechisch pólis „Stadt“ zurückführen. Volksetymologisch wurde bei poli- jedoch eine Herkunft von griechisch poly- „viel“ unterstellt, analog zu den meisten mit poli- beginnenden italienischen Wörtern wie z. B. polimero (deutsch Polymer). Daraus ergibt sich die heutige Bedeutung: ein Krankenhaus oder eine Ambulanz für Behandlungen in verschiedenen medizinischen Fachgebieten.
Im Neugriechischen lautet die Bezeichnung πολυκλινική polykliniké, also „Polyklinik“ – eine Klinik für viele Krankheiten. Es handelt sich um eine Entlehnung von französisch polyclinique.
In vielen weiteren Sprachen liegt etymologisch eine Entsprechung zu deutsch Poliklinik vor und poli- ist jeweils auf Griechisch pólis „Stadt“ zurückzuführen. Das gilt zum Beispiel für spanisch und portugiesisch policlínica, tschechisch poliklinika, russisch, serbokroatisch und mazedonisch поликлиника, finnisch poliklinikka, niederländisch polikliniek. Teils wird bei diesen Sprachen Deutsch oder Französisch als Gebersprache genannt, teils wird angegeben, es handle sich um einen Internationalismus.
Aus der Wortherkunft lässt sich nicht ablesen, um welche Art von Einrichtungen es sich jeweils handelt, zum Beispiel ob es typischerweise Krankenhäuser oder Abteilungen oder kleinere Ambulanzen sind oder ob mehreres gemeint sein kann. Dies hängt auch vom Gesundheitssystem und der Gesundheitspolitik in dem jeweiligen Land ab.

## Geschichte
Das Wort Klinik bezeichnete ursprünglich keine Institution, sondern die Unterrichtung von Medizinstudenten und jungen Ärzten, die überwiegend am Bett der Kranken in deren Wohnungen stattfand. Anfangs gab es „die städtische oder Poliklinik, welche darin besteht, daß die Kranken in ihren Wohnungen von den jüngern Aerzten besucht und behandelt werden, während der Lehrer, dem die Schüler über die Kranken Bericht erstatten, die Beobachtung für sich controlirt und die eigentliche Behandlung leitet.“, es gehörten aber auch die Kranken dazu, „welche den Consulationsort zu der Ordinationsstunde selbst besuchen“ konnten.
Die erste Poliklinik im engeren Sinne richtete Christoph Wilhelm Hufeland 1796 in Jena ein. Hufeland erkannte, den Nutzen von Praxen vom Armenärzten, „das spärlichen Ausbildungsmaterial der Kliniken“ zu vergrößern. Hufeland richtete 1810 als Teil der im gleichen Jahr gegründeten Berliner Universität ein bereits so genanntes „poliklinisches Institut“ ein. Täglich außer Sonntags fanden dort mittags von 11 bis 13 Uhr Konsultationen statt, wo neue Patentien aufgenommen und untersucht, neue Verordnungen verschrieben und Rezepte ausgestellt wurden.
Später entwickelte sich der Begriff „Poliklinik“ von der Unterrichtung fort vor allem als Bezeichnung der Institution. Die Poliklinik war eine abgetrennte „Anstalt zur Behandlung von unbemittelten Kranken in der Sprechstunde zu Unterrichtszwecken.“
Die Poliklinik entwickelte sich also aus der ambulanten Klinik, wie sie zum Beispiel von Philipp J. Horsch in Würzburg am 15. April 1807 am Juliusspital verwirklicht wurde, nachdem dies seinem Lehrer Franz Heinrich Meinolph Wilhelm noch untersagt worden war.
Unter einer Poliklinik verstand man später auch die Zusammenfassung verschiedener Fachärzte in einer „Großpraxis“ (Ärztezentrum) mit Anschluss an ein Krankenhaus oder eine Klinik. Solche Polikliniken werden in Österreich, Dänemark, der Schweiz, den Niederlanden (und manchmal auch in Deutschland) Ambulatorium genannt.
In der DDR waren Polikliniken selbstständige staatliche ambulante Kliniken mit mindestens vier verschiedenen medizinischen Fachbereichen. Sie waren, mit Ausnahme einiger Universitätspolikliniken, nicht mit Krankenhäusern verbunden und waren die überwiegende Organisationsform ambulanter ärztlicher Behandlung in der DDR. Die Polikliniken hatten in baulicher Hinsicht häufig klinikähnliche Strukturen, waren aber meist nicht an ein Krankenhaus angeschlossen. Kleinere oder spezialisierte Einrichtungen (teilweise auch in Betrieben) wurden Ambulatorium, Landambulatorium oder Landambulanz genannt.
Nach der Wiedervereinigung wurde zunächst ihre Stilllegung zugunsten von Einzelpraxen niedergelassener Ärzte gesetzlich verordnet, teilweise blieben aber die Fachärzte auch in den alten Gebäuden, so dass es jetzt mancherorts mehrere organisatorisch getrennte Arztpraxen unter einem Dach gibt. Diese Einrichtungen werden meist „Ärztehaus“ genannt.
Nicht an Krankenhäuser gebundene staatliche Polikliniken existieren vor allem in Russland, in der Ukraine und in den meisten anderen ehemals sozialistischen Staaten.
Polikliniken im engeren Sinn gab und gibt es in der Bundesrepublik als Einrichtungen von Universitätskliniken. Daneben dienen auch Praxiskliniken, medizinische Versorgungszentren sowie verschiedene Formen von Ambulanzen in Krankenhäusern der ambulanten Versorgung.

## Mobile Poliklinik
Eine besondere Form der Poliklinik in Südafrika ist der Phelophepa-Gesundheitszug, der in medizinisch unterversorgten Gebieten kostengünstige oder kostenlose Versorgung bietet.